# New York City Fire Department
New York City Fire Department, oficiálně Fire Department of the City of New York (FDNY) je hasičský sbor se sídlem v New Yorku. Poskytuje protipožární ochranu proti biologickému, chemickému a radioaktivnímu nebezpečí. Jde o největší hasičský sbor ve Spojených státech amerických a druhý největší na světě (po Tokiu). FDNY zaměstnává přes deset tisíc uniformovaných hasičů, stejně jako přes tři a půl tisíce sanitářů a záchranářů. Velitelství se nachází v budově MetroTech Center v oblasti Downtown Brooklyn. Sbor vznikl v roce 1865, přestože jeho počátky sahají již do sedmnáctého století.